# Chris Hurley (cầu thủ bóng đá)
Christopher Joseph Hurley (sinh ngày 20 tháng 11 năm 1943) là một cựu cầu thủ bóng đá người Anh thi đấu ở Football League ở vị trí hậu vệ cho Millwall. Ông gia nhập Millwall từ Rainham Town, và sau đó trariq ua 5 mùa giải ở câu lạc bộ Southern League Dover. Ông gia nhập thêm một đội Southern League khác, Wimbledon, vào tháng 11 năm 1971, và sau đó thi đấu cho Ashford Town (Kent).